# Матаван (Мичиген)
Матаван (енгл. Mattawan) град је у америчкој савезној држави Мичиген.

## Демографија
По попису из 2010. године број становника је 1.997, што је 539 (-21,3%) становника мање него 2000. године.
| Група             | 2000.         | 2010.         |
| Белци             | 2.345 (92,5%) | 1.825 (91,4%) |
| Афроамериканци    | 48 (1,9%)     | 43 (2,2%)     |
| Азијати           | 8 (0,3%)      | 5 (0,3%)      |
| Хиспаноамериканци | 79 (3,1%)     | 77 (3,9%)     |
| Укупно            | 2.536         | 1.997         |